# 4e division des Marines

4e division des Marines.

La 4e division des Marines est une division de réserve d'infanterie du Corps des Marines des États-Unis dont les éléments sont dispersés à travers les États-Unis, mais dont le quartier général se situe à La Nouvelle-Orléans en Louisiane.
Créée pendant la Seconde Guerre mondiale le 14 août 1943, elle participe à la bataille de Kwajalein, de Saïpan, de Tinian mais également d'Iwo Jima. Elle fut désactivée le 28 novembre 1945.
Elle fut réactivée en 1966 et a par la suite participé à la guerre du Golfe, à la guerre d'Afghanistan et à la guerre d'Irak.